# Anatolij Kwasznin
Anatolij Wasiljewicz Kwasznin (ros. Анатолий Васильевич Квашнин, ur. 15 sierpnia 1946 w Ufie, zm. 7 stycznia 2022 w Moskwie) – rosyjski wojskowy i polityk, generał armii, szef Sztabu Generalnego Sił Zbrojnych Federacji Rosyjskiej (1997-2004), Bohater Federacji Rosyjskiej.

## Życiorys
Od 1960 mieszkał we wsi Kirowo w obwodzie kurgańskim, w 1968 ukończył Kurgański Instytut Inżynieryjny i został inżynierem wojskowym w stopniu porucznika rezerwy. Od 1969 służył w Armii Radzieckiej jako zastępca dowódcy i wkrótce dowódca kompanii czołgów w Duszanbe, w 1976 ukończył z wyróżnieniem Wojskową Akademię Wojsk Pancernych i Zmechanizowanych im. R. Malinowskiego i został szefem sztabu-zastępcą dowódcy pułku czołgów, a w sierpniu 1978 dowódcą pułku czołgów. Od lutego 1981 do lipca 1982 był szefem sztabu-zastępcą dowódcy 31 Dywizji Pancernej 28 Korpusu Pancernego Centralnej Grupy Wojsk w Czechosłowacji, a od lipca 1982 do 1987 dowódcą 78 Dywizji Pancernej 32 Armii Środkowoazjatyckiego Okręgu Wojskowego w Ajagözie, w 1989 ukończył z wyróżnieniem Akademię Sztabu Generalnego Sił Zbrojnych ZSRR. W lipcu 1989 został I zastępcą dowódcy 28 Armii Białoruskiego Okręgu Wojskowego w Grodnie, po rozpadzie ZSRR w maju 1992 objął dowództwo 7 Armii Pancernej Białoruskiego Okręgu Wojskowego w Borysowie, w sierpniu 1992 został zastępcą szefa Głównego Zarządu Operacyjnego Sztabu Generalnego Sił Zbrojnych Federacji Rosyjskiej, a w lutym 1993 I zastępcą szefa tego Zarządu. W grudniu 1994 mianowano go dowódcą zgrupowania wojsk federalnych w Czeczenii, 1 stycznia 1995 był jednym z dowódców nieudanego szturmu na Grozny, w lutym 1995 został dowódcą Północnokaukaskiego Okręgu Wojskowego, w maju 1997 p.o. szefa, a w czerwcu 1997 szefem Sztabu Generalnego Sił Zbrojnych Federacji Rosyjskiej – I zastępcą ministra obrony Rosji (do 19 lipca 2004). Jednocześnie, 13 listopada 1998 zatwierdzono go na stanowisku przedstawiciela Rosji w Związku Rosji i Białorusi, od sierpnia 1999 kierował operacjami wojskowymi w Dagestanie i jednocześnie w Czeczenii. 9 sierpnia 1999 jego helikopter został ostrzelany, jednak Kwasznin nie ucierpiał. 10 czerwca 2000 wszedł w skład Rady Bezpieczeństwa Federacji Rosyjskiej, a 16 czerwca 2000 w skład Federalnej Komisji Antyterrorystycznej. W 2001 otwarcie wystąpił przeciw ministrowi obrony Igorowi Siergiejewowi, domagając się jego dymisji. Po dymisji ze stanowiska szefa Sztabu Generalnego 19 lipca 2004 zakończył służbę wojskową. Od 9 września 2004 do 9 września 2010 był pełnomocnym przedstawicielem prezydenta Rosji w Syberyjskim Okręgu Federalnym. W 2000 otrzymał honorowe obywatelstwo Machaczkały.

## Awanse
- Major (1977)
- Pułkownik (1982)
- Generał major (1984)
- Generał porucznik (1993)
- Generał pułkownik (1995)
- Generał armii (25 listopada 1997)

## Odznaczenia
- Bohater Federacji Rosyjskiej (27 października 1999)
- Order Za Zasługi dla Ojczyzny II klasy (14 września 2010)
- Order Za Zasługi dla Ojczyzny III klasy (19 lipca 2004)
- Order Za Zasługi dla Ojczyzny IV klasy
- Order Męstwa
- Order Honoru (21 sierpnia 2006)
- Order Za Służbę Ojczyźnie w Siłach Zbrojnych ZSRR III klasy
- Legia Honorowa (Francja)
- Order Gwiazdy Jugosłowiańskiej (Serbia i Czarnogóra)

I medale.